# Écorches
Écorches település Franciaországban, Orne megyében. Lakosainak száma 104 fő (2022. január 1.). Écorches Neauphe-sur-Dive, Les Champeaux, Montreuil-la-Cambe, Le Renouard, Saint-Gervais-des-Sablons és Trun községekkel határos.

## Népesség
A település népességének változása:
| Lakosok száma | 98   | 87   | 86   | 89   | 94   | 98   | 100  | 101  | 104  |
|               | 2006 | 2015 | 2016 | 2017 | 2018 | 2019 | 2020 | 2021 | 2022 |